# Guilhem V de Montpellier
Guilhem V de Montpellier est né vers 1068 et mort en 1122. Il était le fils de Bernard Guilhem IV et de son épouse Ermengarde. Il fut seigneur de Montpellier et d'Aumelas.

## Biographie
Il est très jeune à la mort de son père. Sa mère, Ermengarde, quitte Montpellier peu de temps après pour épouser le seigneur d'Anduze. Bernard Guilhem IV avait confié la garde de l'enfant à sa grand-mère Beliarde ainsi qu'à des proches parents, Guilhem Arnaud, Raimond Étienne et Guilhem Aymoin. 
À la suite d'un conflit avec l'évêque de Maguelone, Guilhem V lui prête serment de fidélité le 10 décembre 1090 et reconnaît tenir de lui Montpellier. 
À l'appel du pape Urbain II, il prend la croix et participe à la première croisade sous la bannière du comte Raymond IV de Toulouse. Il s'illustre notamment lors de la prise de la petite ville syrienne de Maara en 1098. 
Après la prise de Jérusalem, Guilhem V, contrairement à de nombreux seigneurs, ne va pas quitter la Terre Sainte tout de suite. Il reste aux côtés de Godefroy de Bouillon, devenu roi de Jérusalem qui tente d'affermir les conquêtes franques, ilots isolés en terres musulmanes. Il l'accompagne en décembre 1099 au siège d'Arsuf qui est un échec.
En 1103, Guilhem V est de retour à Montpellier, rapportant de Terre Sainte une relique de saint Cléophas. Ayant confié l'administration de la seigneurie de Montpellier aux viguiers, les frères Aimoins (qui en ont profité pour usurper de nombreux droits), il doit s'entendre avec eux et est obligé de démembrer son autorité seigneuriale. 
Il participe à la prise de Majorque sur les Maures en 1114 aux côtés du comte Raimond-Bérenger III de Barcelone. 
Le reste de son règne est marqué par des acquisitions importantes (Montarnaud, Cournonsec, Montferrier, Frontignan, Aumelas, Montbazin, Popian). 

## Famille
Marié à Ermensende en 1087, fille de Pierre Ier de Melgueil, dont sont issus :
- Sibylle de Montpellier (v. 1085 - 1156) qui aurait épousé Bernard III d'Anduze vers 1110[3] ;
- Guillemette de Montpellier (Ou Guillelme), qui épousera Bernard de Melgueil ;
- Guilhem VI de Montpellier qui épousera en 1129 Sybille de Saluces ;
- Guilhem d'Aumelas, minor, qui sera le second mari de Thiburge d'Orange[4] ;
- Bernard, seigneur de Villeneuve[5] ;
- Adelaïde ;
- Ermeniarde, née en 1106[6].